# 杜蒙特 (明尼蘇達州)
杜蒙特（英語：Dumont，/ˈduːmɒnt/ DOO-mont）是一個位於美國明尼蘇達州特拉弗斯縣的城市。

## 人口
根據2020年美國人口普查的數據，杜蒙特的面積為1.114平方千米，皆為陸地。當地共有人口75人，而人口密度為每平方千米67人。